# 이오아니스 일리오풀로스
이오아니스 일리오풀로스(현대 그리스어: Ιωάννης Ηλιόπουλος, 프랑스어: Jean Iliopoulos 장 일리오풀로스[*], 영어: John Iliopoulos 존 일리오풀로스[*], 1940–)는 그리스의 물리학자이다. GIM 메커니즘을 셸던 글래쇼와 루차노 마이아니(이탈리아어: Luciano Maiani)와 공동으로 도입하였고, 이로 맵시 쿼크의 존재를 예견하였다. 또한 초대칭 게이지 이론의 페예-일리오풀로스 항을 도입하였다.

## 생애
그리스 칼라마타에서 태어났고, 아테네 공과대학교에서 1962년 기계·전기공학을 전공하여 졸업하였다. 그 뒤 파리 대학교에서 이론물리학을 연구하여, 박사 학위를 받았다.
1966~1968년 동안 유럽 입자 물리 연구소에서 연구원으로 있었고, 1969~1971년 동안 하버드 대학교에서 연구원으로 있었다. 1971년부터 프랑스 국립과학연구센터에서 연구원으로 있다.